# Neudau
Neudau est une commune autrichienne du district de Hartberg en Styrie.

## Jumelages
- Celldömölk (Hongrie)